# L'Alexandre
Pour les articles homonymes, voir Alexandre.
L’Alexandre est un navire corsaire de type dogre qui fut construit en 1810 à Saint-Malo.

## État de service
- 21 août 1810 : passé en revue avant de prendre le départ
- 17 septembre 1810 : pris par les Britanniques
- 30 septembre 1810 : désarmé par les Britanniques

## Caractéristiques
- Port de : 50 tonneaux
- Armement : 4 canons
- Tirant d'eau en charge : 2,18 m
- Tirant d'eau non chargé : 1,75 m
- Propriétaire : M. Alexandre Protel

## État-major
- Capitaine : Paul Pointel fils, de Saint-Servan
- 2d capitaine: Jean François Dibarboure, de Saint-Servan
- 1er lieutenant: Simon Gauttier, de Saint-Servan
- Enseigne: Pierre Turnier, de Saint-Servan